# Farendj
Farendj è un film del 1990 diretto da Sabine Prenczina, vincitore della Caméra d'or per la miglior opera prima al 43º Festival di Cannes.

## Riconoscimenti
- Festival di Cannes 1990
  - Menzione speciale
- 1991 - International Istanbul Film Festival
  - Tulipano d'oro